# Jan Kopecký
Jan Kopecký, né le 28 janvier 1982 à Opočno, est un pilote tchèque de rallyes. Il est sacré champion du monde WRC-2 en 2018. Son père Josef Kopecký a été champion d'Europe de la montagne en catégorie I (voitures de production) sur Ford Escort RS Cosworth en 1994, et vice-champion en 1993 dans cette même catégorie sur Škoda Favorit. 

## Biographie

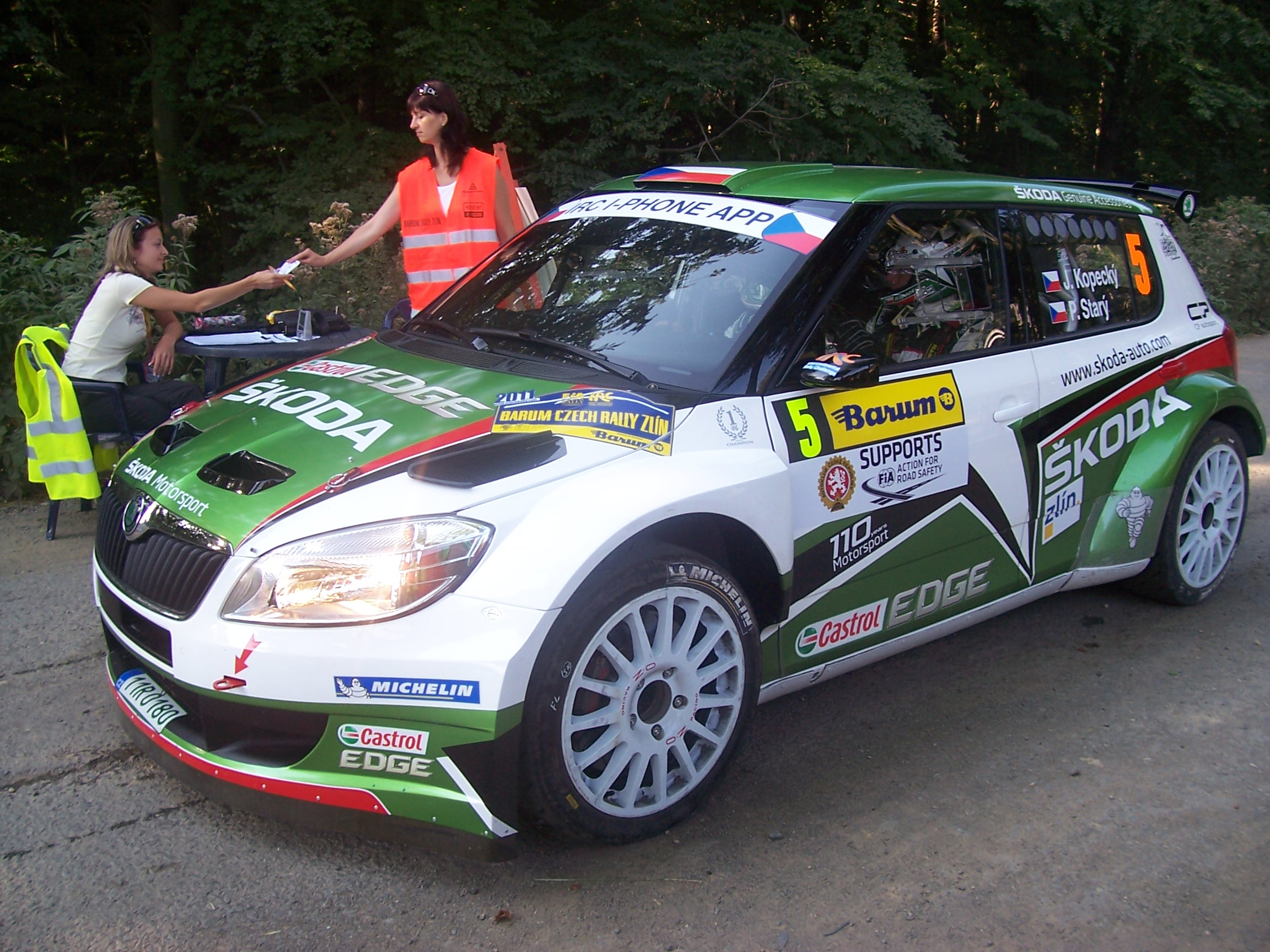
Jan Kopecký en 2004.

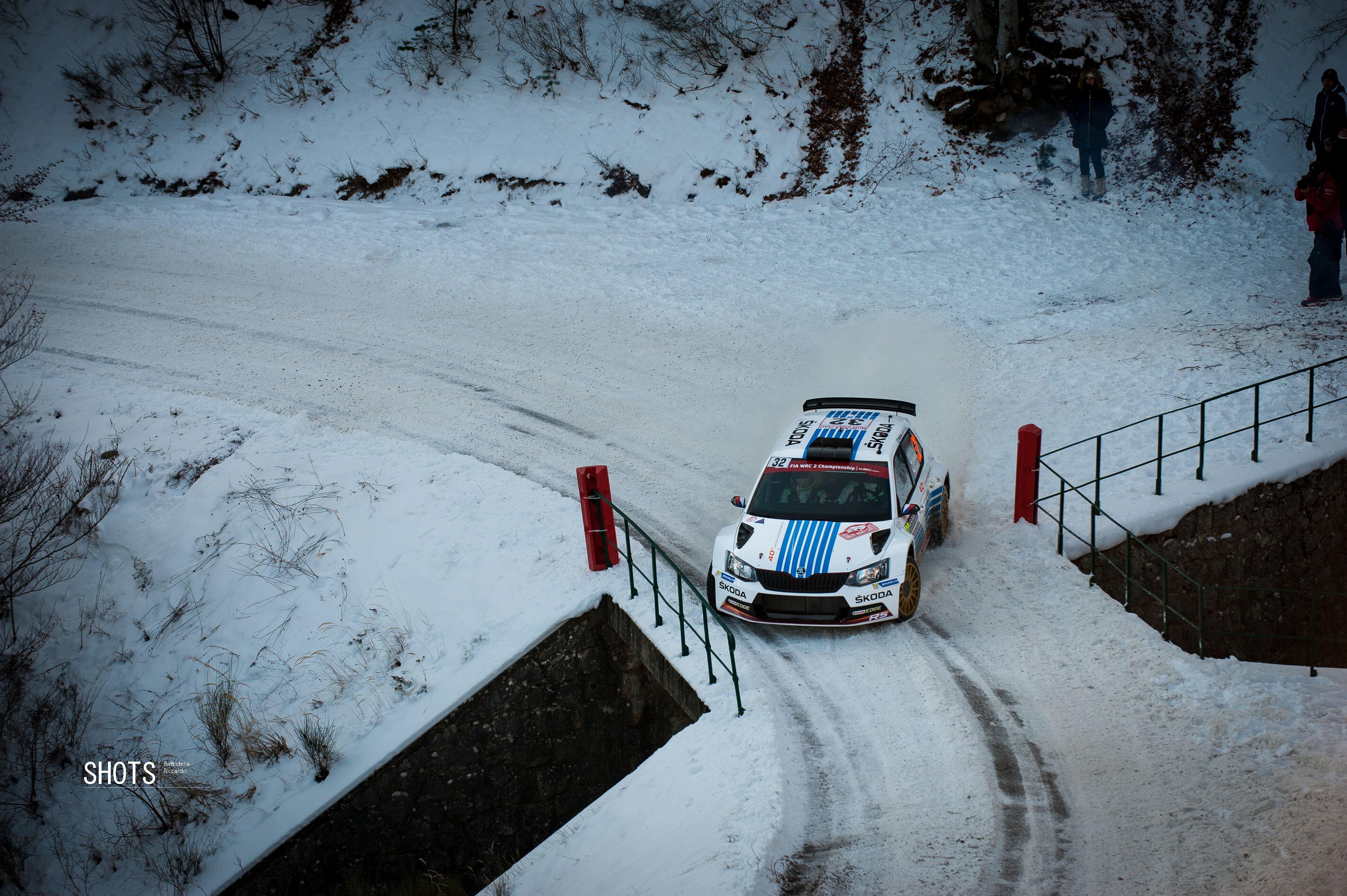
Jan Kopecký au Rallye Monte-Carlo 2017.

Kopecký fit ses débuts en sport automobile sur circuits en catégorie GT, puis passa aux rallyes (sprints) en 2001.
Sa première course internationale fut en 2002, lors du Rallye d'Allemagne.
Il a effectué deux saisons pleines en WRC en 2006 et 2007 sur une Škoda Fabia WRC de Czech Rally Team Škoda (Filip Schovánek fut, de 2001 à 2007, son copilote), pour un total de 31 rallyes dans le championnat mondial, 3 spéciales remportées, et 18 points marqués (en parties pour une 5e place au rallye de Catalogne - Costa Daurada en 2006, et une autre 5e place à celui d'ADAC-Allemagne en 2007).
Il débuta en IRC en 2008 et termina 2e au Rallye du Portugal. Il s'imposa à cinq reprises, dont deux à domicile (2009 et 2011). Il termina également huit fois 2e entre 2008 et 2011 (Portugal 2008 et 2009, Belgique 2009, Russie 2009, Chypre 2010, Madère 2010, Îles Canaries 2011 et Corse 2011) et une fois 5e, au Monte-Carlo 2010.
Il a concouru sur Mitsubishi, Toyota, et Fiat Grande Punto Abarth S2000 en WRC, puis en IRC sur Peugeot 207 S2000, et essentiellement sur Škoda Fabia S2000 chez Škoda Motorsport, voiture avec laquelle il obtient enfin un titre international majeur (ERC) en 2013.
Découvrant l'ensemble des épreuves pour la première fois en 2014, il dispute le titre APRC avec son coéquipier Gaurav Gill le champion 2013, toujours pour Skoda au sein du team MRF. Au rallye du Japon organisé désormais à Hokkaido, il le remporte face à l'indien Gill qui doit abandonner, avant la dernière manche du Rallye de Chine.
En 2015, il devient Champion de République tchèque des rallyes dès le mois de septembre avec la nouvelle R5 de Skoda, après avoir remporté tous les rallyes où il s'est aligné. En WRC-2, il décroche une victoire avec la voiture lors du Championnat d'Allemagne des rallyes, bien qu'il ait axé sa saison uniquement sur le championnat national.
L'année suivante, il remporte encore le championnat national en ayant remporté tous les rallyes où il s'est aligné, tout en poursuivant en WRC-2 où il glane de nouveau une victoire lors du rallye de Catalogne. Il termine quatrième au classement avec 92 points. En 2017, il remporte une fois de plus le championnat national en ayant remporté tous les rallyes et reste en WRC-2 où toujours avec Škoda, il remporte de nouveau une victoire à l'occasion du rallye de Sardaigne et finit derechef quatrième au général.
Sa saison 2018 commence très bien puisque toujours en WRC-2, il remporte le rallye Monte-Carlo.

## Palmarès(20/09/2014)

### Titres
- Champion d'Asie-Pacifique des rallyes en 2014 (copilote Pavel Dresler, sur Škoda Fabia S2000);
- Coupe du Pacifique des rallyes en 2014 (copilote Pavel Dresler);
- Champion d'Europe des rallyes (nouvelle formule) en 2013 (copilote Pavel Dresler, sur Škoda Fabia S2000);
- Vainqueur de la Coupe d'Europe FIA des rallyes d'Europe centrale en 2012 (copilote Pavel Dresler); 
  - Quadruple vice-champion de l'Intercontinental Rally Challenge en 2009 et 2010 (copilote Petr Starý), 2011 et 2012 (copilote Pavel Dresler);
- Triple Champion de République tchèque des rallyes en 2004 (copilote Filip Schovánek), et en 2012 et 2015 (copilote Pavel Dresler);
  - Vice-champion tchèque des rallyes en 2011 et 2013;
  - Vice-champion tchèque des rallyes en catégorie S2000 en 2011;
  - 3e de la coupe FIA des rallyes d'Europe du Sud en 2012;
  - 3e du championnat tchèque des rallyes en 2003, 2005, et 2009.

### 7 victoires en IRC
- 2009 : Rallye de Tchéquie (Barum Rally Zlín) ;
- 2009 : Rallye d'Espagne (Príncipe de Asturias) ;
- 2010 : Rallye d'Espagne (Islas Canarias - El Corte Inglés) ;
- 2011 : Rallye de Tchéquie (Barum Rally Zlín) ;
- 2011 : Rallye Mecsek de Hongrie (Canon 45. Meczek);
- 2012 : Rallye d'Espagne (Islas Canarias);
- 2012 : Rallye Targa Florio.

### 12 victoires en ERC
- 2004 et 2005 : Rallye de Bohème ;
- 2004 : Rallye Barum Zlín ;
- 2010 : Rallye Vinho da Madeira;
- 2012 : Rallye Jänner;
- 2013 : Rallye Jänner;
- 2013 : Rallye des îles Canaries;
- 2013 : Rallye des Açores;
- 2013 : Rallye de Roumanie;
- 2013 : Rallye de Tchéquie;
- 2013 : Rallye de Croatie;
- 2015 : Rallye de Tchéquie;

### 5 victoires en Coupe d'Europe centrale
- 2011 : Rallye Meczek (Hongrie);
- 2011 : Rallye Hustopeče (Tchéquie);
- 2012 : Rallye Klatovy (Tchéquie);
- 2012 : Rallye Krumlov (Tchéquie)
- 2012 : Rallye Hustopeče (Tchéquie).

### 3 victoires en APRC
- 2014: Rallye de Nouvelle-Calédonie (4e au général);
- 2014: Rallye du Queensland;
- 2014: Rallye d'Hokkaidō;
- 2014: Rallye Longyou (2e au général);

### 29 victoires en Tchéquie (24 en championnat "classique")
- 2002 : Rallyesprint Kopná ;
- 2002, 2003 et 2004 : Rallye Horácká Třebíč ;
- 2003 et 2004 : Rallye Příbram ;
- 2004, 2005, 2006 (Super Race), 2013, 2014 et 2015 : Rallye de Bohème ;
- 2004, 2009, 2011 et 2013 : Rallye Barum Zlín ;
- 2011, 2012 et 2013: Rallye Agrotec Mogul Hustopeče ;
- 2011 : Rallye Bonver Valašská ;
- 2012 et 2013 : Rallye Jänner (Autriche) ;
- 2012 : Rallye Valašská ;
- 2012 et 2015 : Rallye Šumava ;
- 2012 et 2015 : Rallye Krumlov ;
- 2015 : Rallye Petronas ;
- 2015 : Rallye Barum (de Tchéquie) ;

### 1 victoire en championnat d'Italie
- 2010 : Rallye del Salento.

## Résultats en rallye

### Résultats détaillés en championnat du monde des rallyes
| Saison     | Rallye | Rallye | Rallye | Rallye | Rallye | Rallye | Rallye | Rallye | Rallye | Rallye | Rallye | Rallye | Rallye | Rallye | Rallye | Rallye | Points | Classement final |
| ---------- | ------ | ------ | ------ | ------ | ------ | ------ | ------ | ------ | ------ | ------ | ------ | ------ | ------ | ------ | ------ | ------ | ------ | ---------------- |
| 2002       | MON    | SWE    | FRA    | ESP    | CYP    | ARG    | GRE    | KEN    | FIN    | GER    | ITA    | NZL    | AUS    | GBR    |        |        | 0      | -                |
| 2002       | -      | -      | -      | -      | -      | -      | -      | -      | -      | Ab.    | -      | -      | -      | -      |        |        | 0      | -                |
|            |        |        |        |        |        |        |        |        |        |        |        |        |        |        |        |        |        |                  |
| 2003       | MON    | SWE    | TUR    | NZL    | ARG    | GRE    | CYP    | GER    | FIN    | AUS    | ITA    | FRA    | ESP    | GBR    |        |        | 0      | -                |
| 2003       | -      | -      | -      | -      | -      | -      | -      | 20e    | 32e    | -      | -      | -      | -      | Ab.    |        |        | 0      | -                |
|            |        |        |        |        |        |        |        |        |        |        |        |        |        |        |        |        |        |                  |
| 2004       | MON    | SWE    | MEX    | NZL    | CYP    | GRE    | TUR    | ARG    | FIN    | GER    | JPN    | GBR    | ITA    | FRA    | ESP    | AUS    | 0      | -                |
| 2004       | -      | -      | -      | -      | -      | -      | -      | -      | -      | -      | -      | -      | -      | -      | Ab.    | -      | 0      | -                |
|            |        |        |        |        |        |        |        |        |        |        |        |        |        |        |        |        |        |                  |
| 2005       | MON    | SWE    | MEX    | NZL    | ITA    | CYP    | TUR    | GRE    | ARG    | FIN    | GER    | GBR    | JPN    | FRA    | ESP    | AUS    | 1      | 26e              |
| 2005       | -      | 37e    | -      | -      | -      | -      | -      | -      | -      | -      | Ab.    | -      | -      | 12e    | 8e     | -      | 1      | 26e              |
|            |        |        |        |        |        |        |        |        |        |        |        |        |        |        |        |        |        |                  |
| 2006       | MON    | SWE    | MEX    | ESP    | FRA    | ARG    | ITA    | GRE    | GER    | FIN    | JPN    | CYP    | TUR    | AUS    | NZL    | GBR    | 7      | 15e              |
| 2006       | 11e    | 13e    | -      | 5e     | 10e    | -      | 17e    | 16e    | 7e     | 8e     | -      | -      | Ab.    | -      | -      | 10e    | 7      | 15e              |
|            |        |        |        |        |        |        |        |        |        |        |        |        |        |        |        |        |        |                  |
| 2007       | MON    | SWE    | NOR    | MEX    | POR    | ARG    | ITA    | GRE    | FIN    | GER    | NZL    | ESP    | FRA    | JPN    | IRL    | GBR    | 10     | 12e              |
| 2007       | 8e     | 10e    | 8e     | -      | 20e    | -      | Ab.    | 7e     | Ab.    | 5e     | -      | Ab.    | 7e     | -      | -      | 12e    | 10     | 12e              |
|            |        |        |        |        |        |        |        |        |        |        |        |        |        |        |        |        |        |                  |
| 2008       | MON    | SWE    | MEX    | ARG    | JOR    | ITA    | GRE    | TUR    | FIN    | GER    | NZL    | ESP    | FRA    | JPN    | GBR    |        | 0      | -                |
| 2008       | -      | -      | Ab.    | -      | -      | -      | -      | -      | -      | -      | -      | -      | -      | -      | -      |        | 0      | -                |
|            |        |        |        |        |        |        |        |        |        |        |        |        |        |        |        |        |        |                  |
| 2015       | MON    | SWE    | MEX    | ARG    | POR    | ITA    | POL    | FIN    | GER    | AUS    | FRA    | ESP    | GBR    |        |        |        | 3      | 25e              |
| 2015       | -      | -      | -      | -      | -      | 9e     | -      | -      | 13e    | -      | -      | 10e    | -      |        |        |        | 3      | 25e              |
| WRC-2 2015 | -      | -      | -      | -      | -      | 3e     | -      | -      | 1er    | -      | -      | 2e     | -      |        |        |        | 58     | 7e (WRC-2)       |
|            |        |        |        |        |        |        |        |        |        |        |        |        |        |        |        |        |        |                  |
| 2016       | MON    | SWE    | MEX    | ARG    | POR    | ITA    | POL    | FIN    | GER    | CHN    | FRA    | ESP    | GBR    | AUS    |        |        | 7      | 19e              |
| 2016       | -      | -      | -      | -      | 19e    | 10e    | -      | -      | 9e     | An.    | 12e    | 8e     | 16e    | -      |        |        | 7      | 19e              |
| WRC-2 2016 | -      | -      | -      | -      | 10e    | 2e     | -      | -      | 2e     | An.    | 2e     | 1er    | 4e     | -      |        |        | 92     | 4e (WRC-2)       |
|            |        |        |        |        |        |        |        |        |        |        |        |        |        |        |        |        |        |                  |
| 2017       | MON    | SWE    | MEX    | FRA    | ARG    | POR    | ITA    | POL    | FIN    | GER    | ESP    | GBR    | AUS    |        |        |        | 7      | 16e              |
| 2017       | 8e     | -      | 16e    | -      | -      | -      | 10e    | -      | -      | 11e    | 9e     | -      | -      |        |        |        | 7      | 16e              |
| WRC-2 2017 | 2e     | -      | 7e     | -      | -      | -      | 1er    | -      | -      | 2e     | 2e     | -      | -      |        |        |        | 85     | 3e (WRC-2)       |

### Résultats complets enIntercontinental Rally Challenge
| 2008 | TUR | POR | BEL | RUS | POR | CZE | ESP | ITA | SUI | CHN |     |     |     | 15  | 7e |  |  |  |
| 2008 | 5e  | 2e  | Ab. | 6e  | -   | -   | -   | -   | -   | -   |     |     |     | 15  | 7e |  |  |  |
|      |     |     |     |     |     |     |     |     |     |     |     |     |     |     |    |  |  |  |
| 2009 | MON | BRA | KEN | POR | BEL | RUS | POR | CZE | ESP | ITA | JPN | SCO |     | 49  | 2e |  |  |  |
| 2009 | 4e  | -   | -   | 2e  | 2e  | 2e  | -   | 1er | 1er | Ab. | An. | -   |     | 49  | 2e |  |  |  |
|      |     |     |     |     |     |     |     |     |     |     |     |     |     |     |    |  |  |  |
| 2010 | MON | BRA | ARG | ESP | ITA | BEL | POR | POR | CZE | ESP | ITA | SCO | CYP | 47  | 2e |  |  |  |
| 2010 | 5e  | 4e  | 3e  | 1er | 3e  | 2e  | Ab. | 2e  | Ab. | An. | 6e  | -   | -   | 47  | 2e |  |  |  |
|      |     |     |     |     |     |     |     |     |     |     |     |     |     |     |    |  |  |  |
| 2011 | MON | CAN | COR | UKR | BEL | AÇO | CZE | HUN | ITA | GBR | CHY |     |     | 183 | 2e |  |  |  |
| 2011 | 8e  | 2e  | 2e  | 3e  | -   | 3e  | 1er | 1er | 4e  | 5e  | 2e  |     |     | 183 | 2e |  |  |  |
|      |     |     |     |     |     |     |     |     |     |     |     |     |     |     |    |  |  |  |
| 2012 | AÇO | CAN | IRL | COR | ITA | BEL | SMR | ROU | CZE | UKR | BUL | ITA | CHY | 101 | 2e |  |  |  |
| 2012 | -   | 1er | 3e  | 2e  | 1er | -   | -   | -   | Ab. | -   | -   | 2e  | -   | 101 | 2e |  |  |  |

#### Résultats enChampionnat d'Europe des rallyes(saison 2013)
| Saison | Rallye | Rallye | Rallye | Rallye | Rallye | Rallye | Rallye | Rallye | Rallye | Rallye | Rallye | Rallye | Points | Classement final |
| ------ | ------ | ------ | ------ | ------ | ------ | ------ | ------ | ------ | ------ | ------ | ------ | ------ | ------ | ---------------- |
| 2013   | JÄN    | LET    | CAN    | ACO    | COR    | YPR    | ROU    | CZE    | POL    | CRO    | ITA    | VAL    | 287    | 1er              |
| 2013   | 1er    | -      | 1er    | 1er    | 2e     | -      | 1er    | 1er    | 3e     | 1er    | -      | -      | 287    | 1er              |

#### Résultats détaillés en Championnat de République tchèque des rallyes
| Saison | Equipe             | Voiture                   | 1       | 2       | 3       | 4      | 5       | 6       | 7       | 8     | 9   | Classement final | Points |
| ------ | ------------------ | ------------------------- | ------- | ------- | ------- | ------ | ------- | ------- | ------- | ----- | --- | ---------------- | ------ |
| 2001   | Pennzoil Racing    | Škoda Octavia             | ŠUM 21  | VAL 19  | KRU     | BOH    | BAR Ret | PŘÍ Ret | TŘE 11  |       |     | -                | 0      |
| 2002   | Matador Pneusport  | Toyota Corolla WRC        | ŠUM Ret | VAL 4   | KRU 3   | BOH    | BAR Ret | PŘÍ 3   | TŘE 1   |       |     | 4th              | 249    |
| 2003   | Škoda Matador Team | Škoda Octavia WRC         | ŠUM Ret | VAL Ret | KRU     | BOH 25 | BAR 3   | PŘÍ 1   | TŘE 1   |       |     | 3rd              | 79     |
| 2004   | Škoda Matador Team | Škoda Fabia WRC           | JÄN 2   | ŠUM 18  | TAT 3   | KRU 3  |         | BAR 1   | PŘÍ 1   | TŘE 1 |     | 1st              | 182    |
| 2004   | Škoda Motorsport   | Škoda Fabia WRC           |         |         |         |        | BOH 1   |         |         |       |     | 1st              | 182    |
| 2005   | Matador Pneusport  | Mitsubishi Lancer Evo VII | JÄN 7   | ŠUM 3   | VAL     |        | KRU Ret |         | BAR 3   | PŘÍ 9 | TŘE | 3rd              | 108    |
| 2005   | Matador Pneusport  | Škoda Fabia WRC           |         |         |         | TAT 2  |         |         |         |       |     | 3rd              | 108    |
| 2005   | Škoda Motorsport   | Škoda Fabia WRC           |         |         |         |        |         | BOH 1   |         |       |     | 3rd              | 108    |
| 2006   | Matador Motorsport | Citroën C2 S1600          | JÄN     | ŠUM     | TAT Ret | KRU    | BOH     | BAR     | TŘE     | PŘÍ   |     | -                | 0      |
| 2008   | Champion Racing    | Peugeot 207 S2000         | JÄN     | VAL     | ŠUM     | KRU    | HUS Ret | TŘE     | BOH     | BAR   | PŘÍ | -                | 0      |
| 2009   | Škoda Motorsport   | Škoda Fabia S2000         | VAL 2   | ŠUM     | KRU     | HUS    | BAR 1   | PŘÍ     | BOH 2   |       |     | 3rd              | 117    |
| 2010   | Škoda Motorsport   | Škoda Fabia S2000         | VAL     | ŠUM     | KRU     | HUS    | BOH     | BAR Ret | PŘÍ     |       |     | -                | 0      |
| 2011   | Škoda Motorsport   | Škoda Fabia S2000         | VAL 1   | ŠUM     | KRU     | HUS 1  | BOH     | BAR 1   | PŘÍ     |       |     | 2nd              | 150    |
| 2012   | Škoda Motorsport   | Škoda Fabia S2000         | JÄN 1   | VAL 1   | ŠUM 1   | KRU 1  | HUS 1   | BOH -   | BAR Ret | PŘÍ   |     | 1st              | 260    |
| 2013   | Škoda Motorsport   | Škoda Fabia S2000         | JÄN 1   | ŠUM     | KRU     | HUS 1  | BOH 1   | BAR 1   | PŘÍ     |       |     | 2nd              | 306    |

## Galerie photos

Jan Kopecký
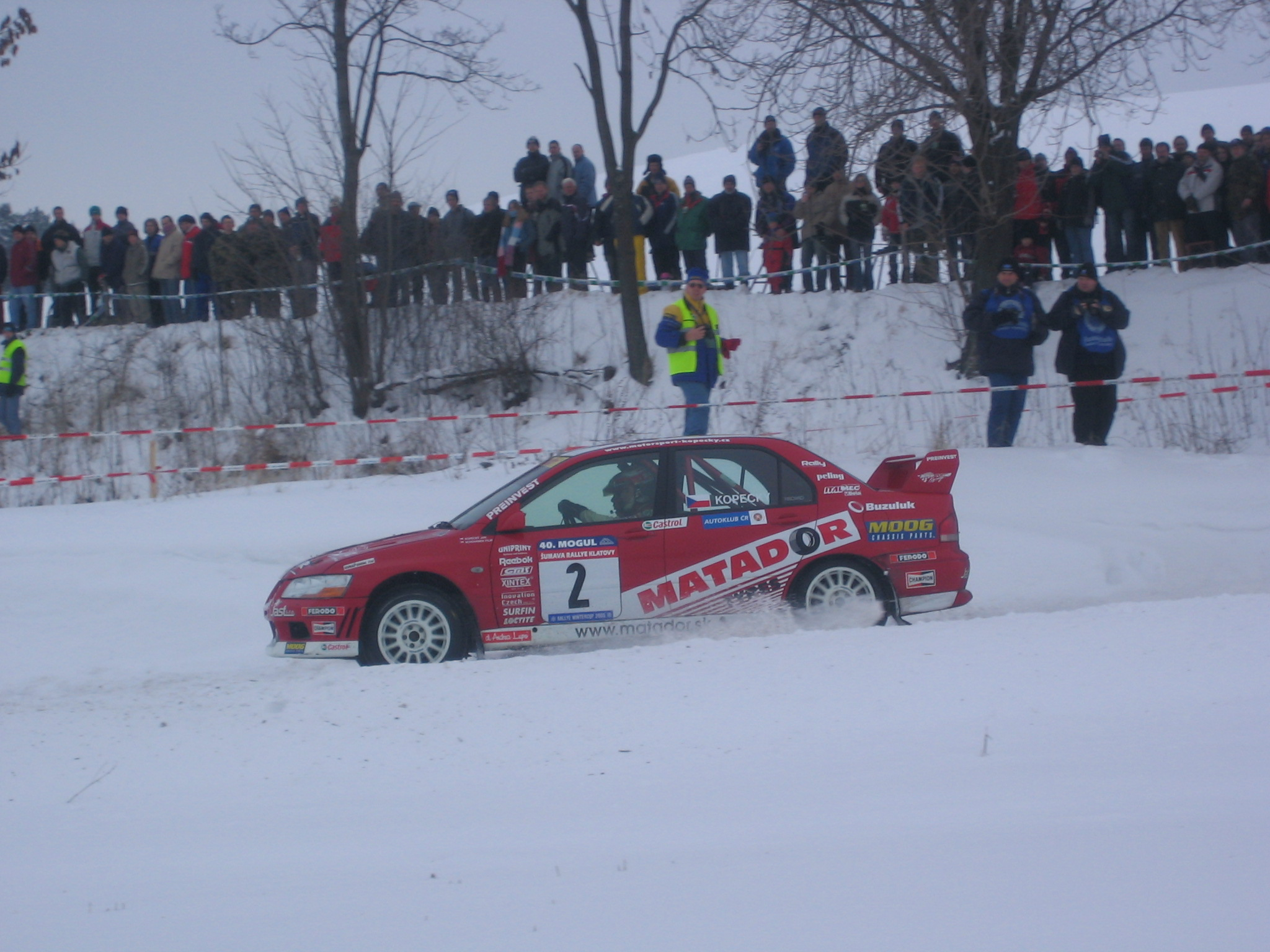
Jan Kopecký au rallye de Šumava en 2005,
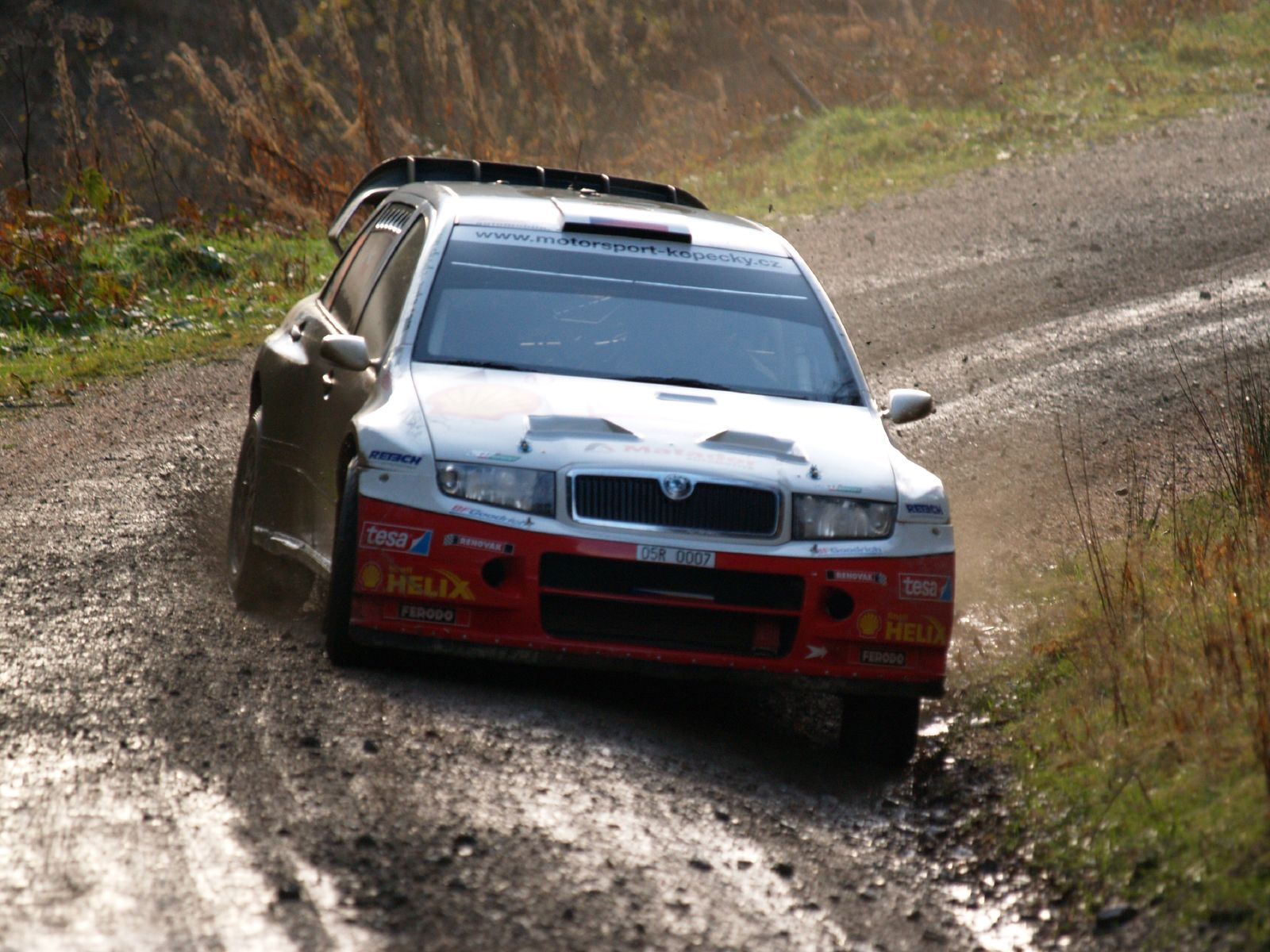
au rallye RAC du Pays de Galles en 2007,
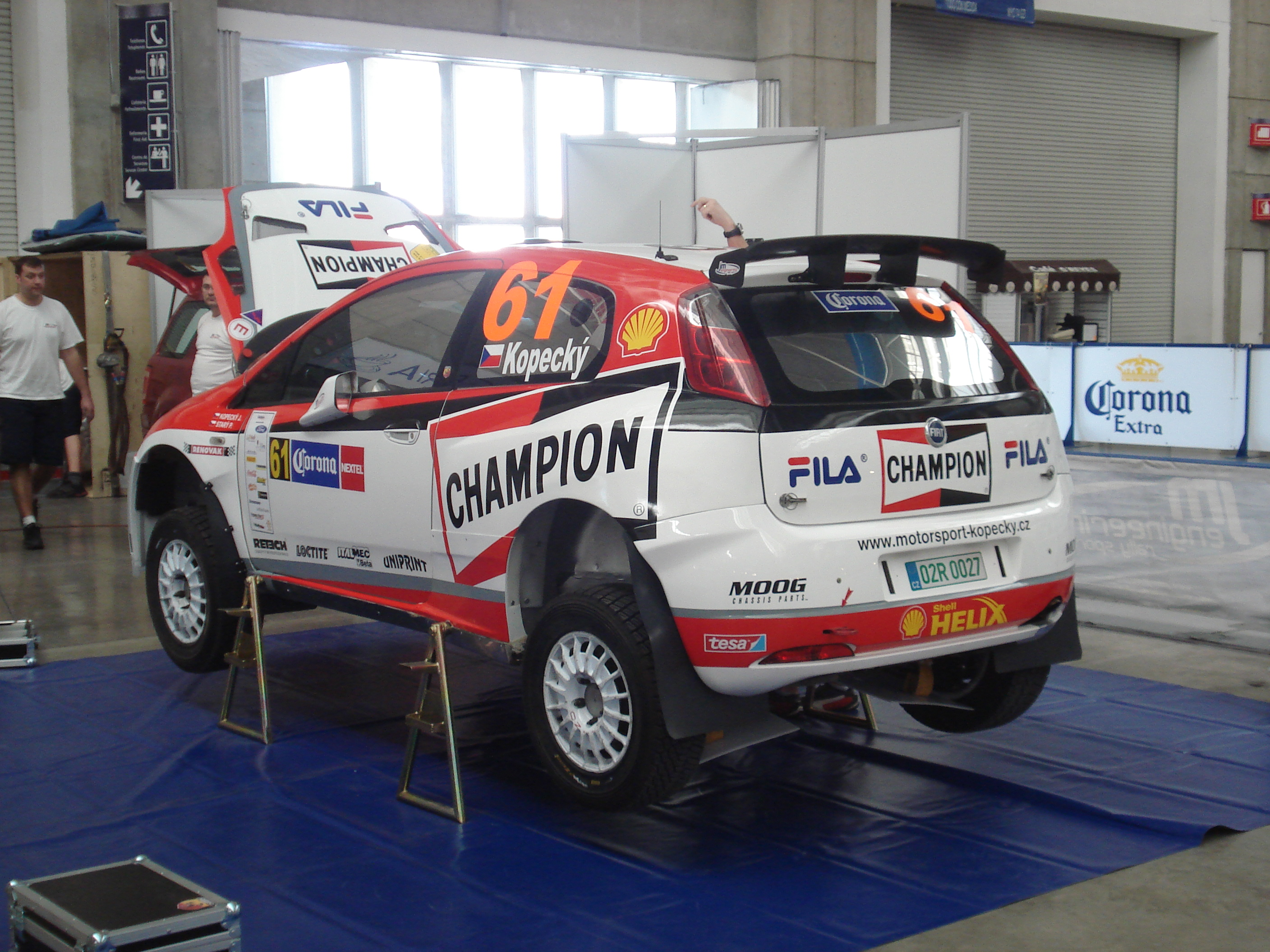
au Rallye du Mexique en 2008,
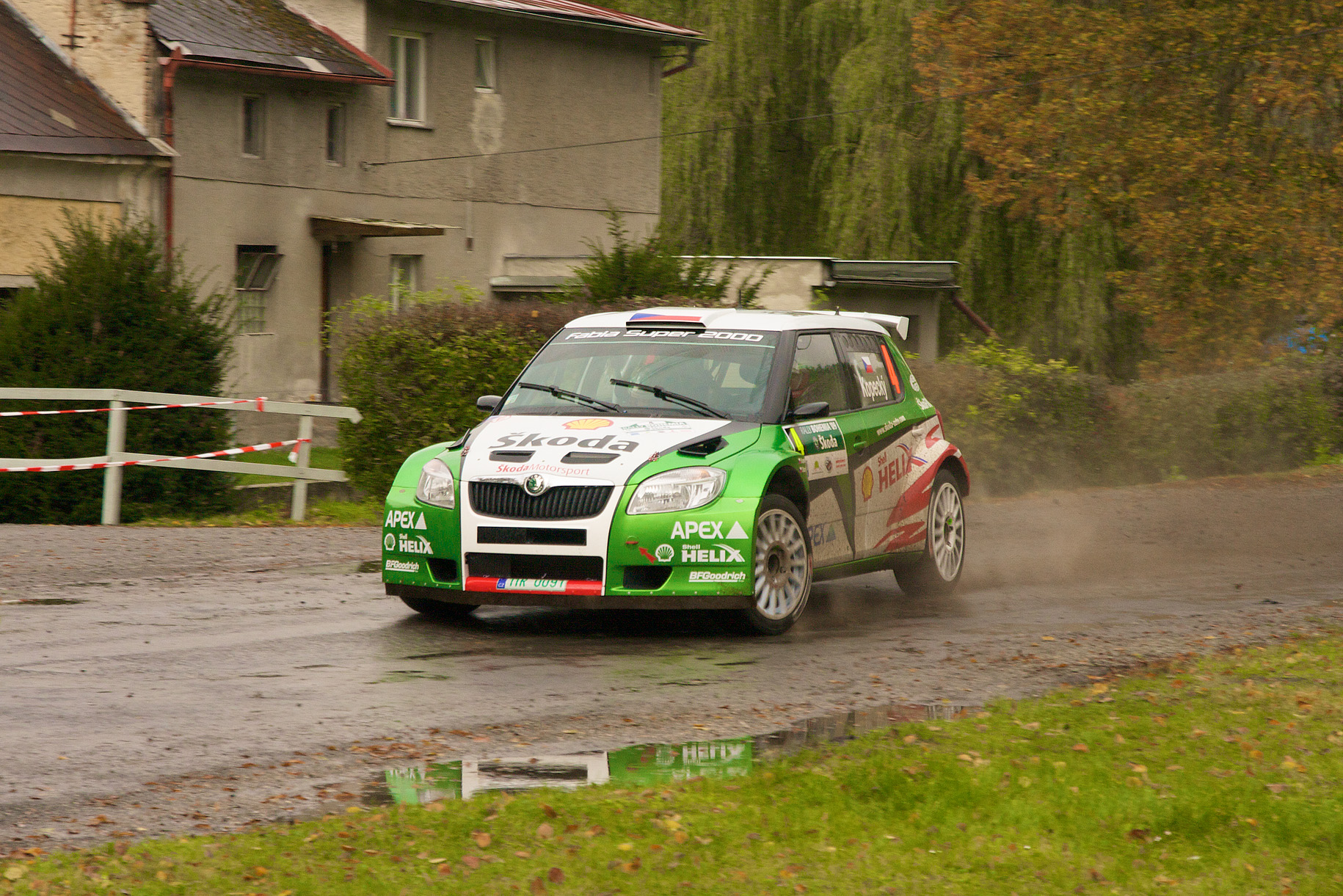
au Rallye de Bohème en 2009...
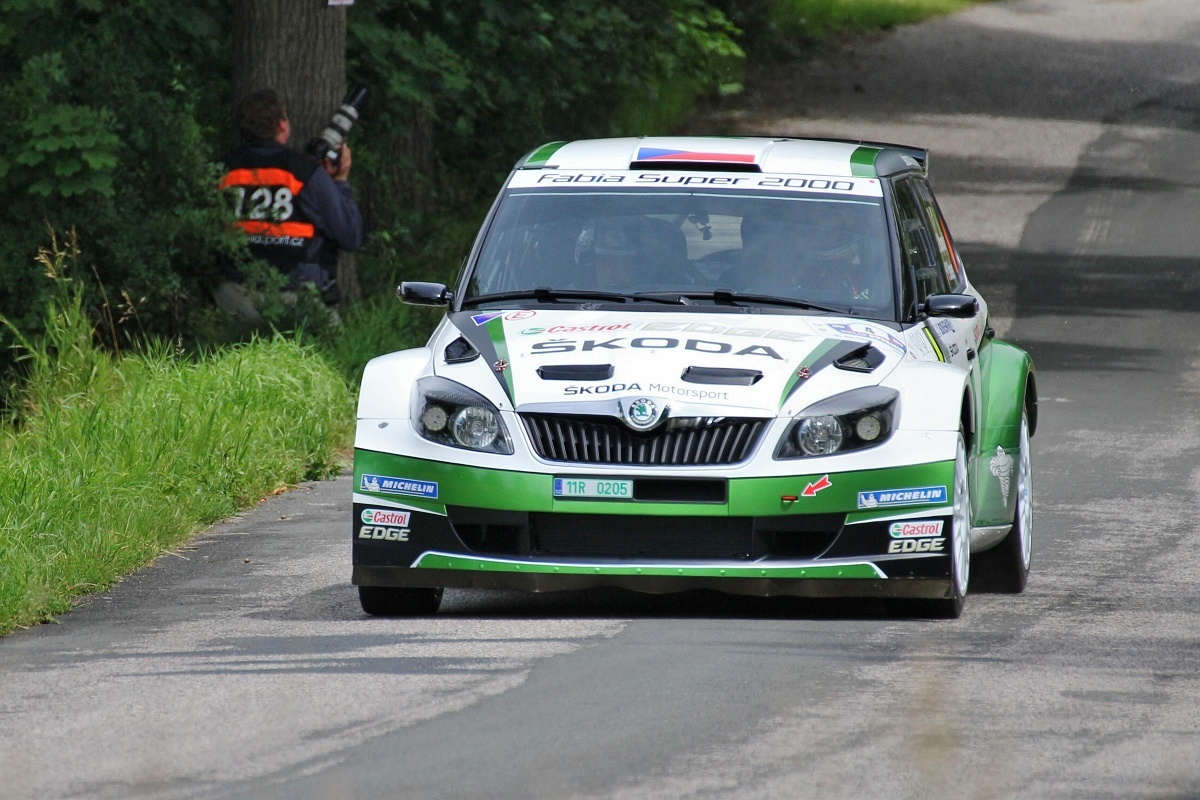
...en 2012...
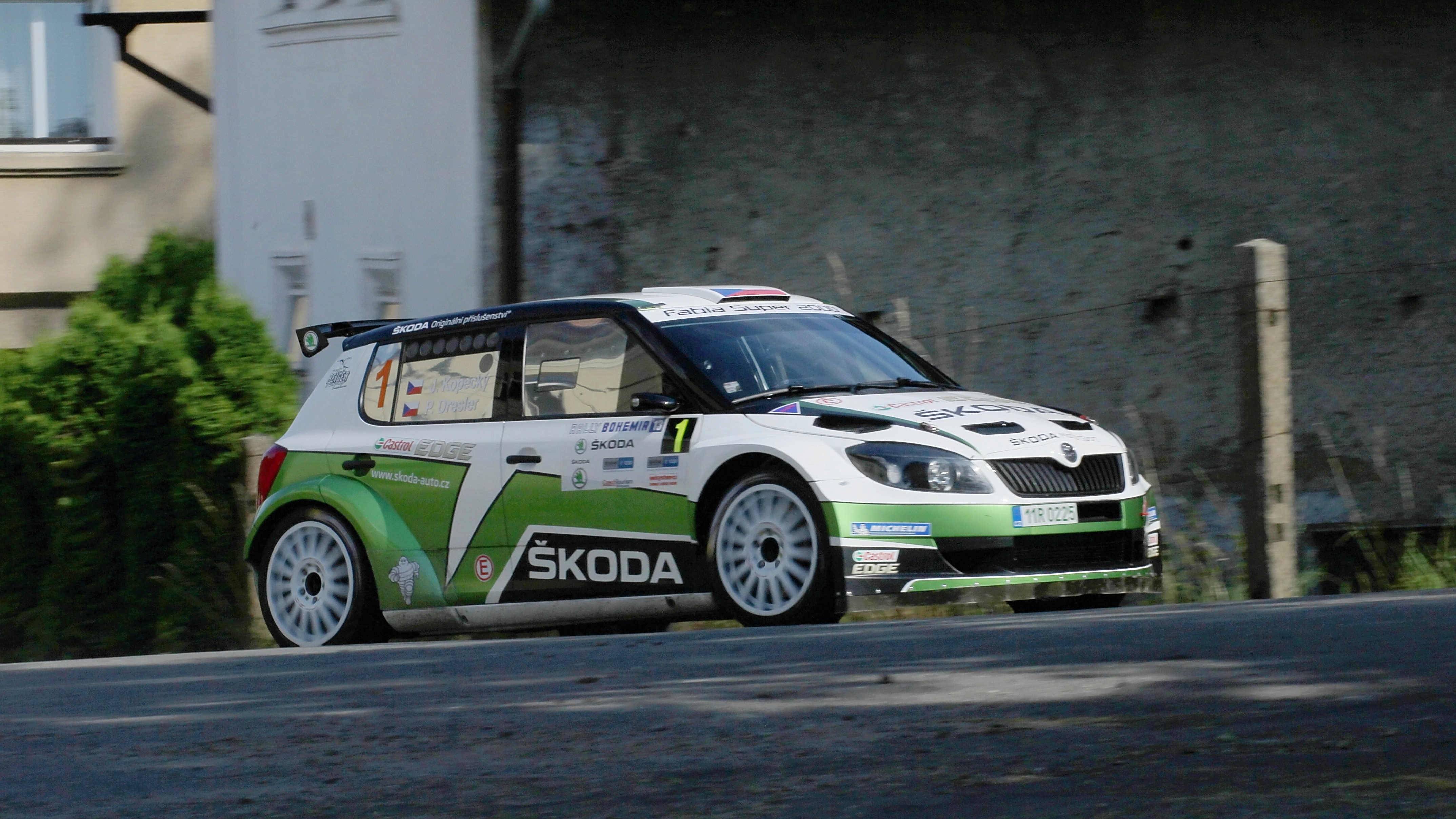
...et en 2013.